# Biogénesis
La biogénesis es el proceso fundamental de la producción de nuevos organismos vivos a partir de otros ya existentes del mismo tipo. Conceptualmente, la biogénesis a veces se atribuye al científico Louis Pasteur (1822-1895) y abarca la creencia de que los seres vivos complejos provienen únicamente de otros seres vivos, mediante la reproducción. Es decir, la vida no surge espontáneamente a partir de material inorgánico, que era lo que sostenía la teoría de la generación espontánea. Pero basándonos en esta última, si la vida alguna vez se originó de materia inorgánica, tuvo que aparecer en la forma de una célula organizada, ya que la investigación científica ha establecido a la célula como la unidad más simple y pequeña de vida independiente. Un ejemplo de la biogénesis puede ser: una araña pone huevos de los que saldrán más arañas.
Esta hipótesis se contrapone a la teoría obsoleta de la generación espontánea:

La génération spontanée est une chimère.
La generación espontánea es una quimera.
Louis Pasteur

La afirmación de Pasteur seguía la doctrina de Virchow: «Omnis cellula e cellula» («todas las células a partir de células»), derivada a su vez del trabajo de Robert Remak. Los resultados empíricos de Pasteur —y otros— se resumen en la frase: «Omne vivum ex vivo» (o «Omne vivum ex ovo» en latín, «Toda vida sale de vida»). También conocida como la «ley de la biogénesis». Demostraron que la vida no se origina espontáneamente de cosas no-vivas presentes en el medio.

## Biogénesis y abiogénesis
El término 'biogénesis' fue acuñado por Henry Charlton Bastian para referirse a la generación de una forma de vida a partir de materiales no vivos; sin embargo, Thomas Henry Huxley eligió el término 'abiogénesis' y redefinió la biogénesis para la vida que surge de la vida preexistente. La generación de vida a partir de material no vivo se denomina abiogénesis y, según ella, se produjo a través de una evolución química y molecular escalonada a lo largo de millones de años.

## Generación espontánea
Se conoce como generación espontánea al origen de la vida a partir de materia inerte. Este planteamiento dominaba el mundo científico desde la época de los filósofos griegos. Es así como Aristóteles sostenía que animales y plantas se originaban por generación espontánea, es decir, espontáneamente a partir de restos de seres vivos en descomposición, del barro o la basura.
La hipótesis de la generación espontánea fue rechazada por Francesco Redi (1626-1697), quien en 1665 ya demostró que los gusanos que eran detectados en la carne eran larvas de mosca, que no aparecían si se protegía la carne con una malla fina. La aparición espontánea de microorganismos que descomponía la materia orgánica fue más difícil de refutar, ya que los microorganismos eran muy pequeños y no se podían ver claramente si provenían de otros antecesores o bien de la materia inerte. El biólogo y sacerdote John Needham (1713-1781) propuso que las moléculas inertes podían reagruparse para dar lugar a la aparición de microorganismos. Para poner a prueba esta idea Lazzaro Spallanzani (1729-1799) realizó una serie de experimentos que demostraron que la presencia de microorganismos puede evitarse si los medios en donde proliferan son previamente hervidos y se mantienen cerrados herméticamente. Finalmente, Louis Pasteur (1822-1895), alrededor de 1860, demostró que en el aire hay gran cantidad de microorganismos que son los responsables de la descomposición de la materia orgánica.